# Siriano
Siriano (Suriána, Sarirá, Surirá, Suryena) je pleme američkih Indijanaca u bazenu rijeke Rio Uaupés, na río Pacá (pritok Papuríja), río Viña (pritok Rio Paca) i Caño Tí (pritok Uaupésa), Kolumbija. Manji dio plemena živi na brazilskoj strani na rezervatu Yauareté (općina Iauareté) u državi Amazonas. Populacija im iznosi 337 u Kolumbiji (2001 WCD) i nešto u Brazilu.